# Scandinavium
Scandinavium – hala widowiskowo-sportowa w Göteborgu przy ulicy Valhallagatan 1, w Szwecji. Hala jest zarządzana przez szwedzkie przedsiębiorstwo sportowe Got Event AB. Na co dzień jest użytkowana przez klub hokejowy Frölunda HC, występujący w rozgrywkach SHL.

## Historia
Plany budowy hali były częścią projektu pochodzącego z 1931 roku, w skład którego wchodziła budowa hali basenowej i innych obiektów będących własnością samorządu sportu i rekreacji w pobliżu znanego centrum wystawowego Svenska Mässan. W 1936 roku rozpoczął się proces planowania hali basenowej i przyległych do niej obszarów, ale został wstrzymany ze względu na niepewną w tym czasie sytuację w Europie, a w końcu odwołany z powodu wybuchu II wojny światowej. W 1948 roku w ogłoszono konkurs architektoniczny na wygląd nowoczesnej hali pod nazwą "Valhalla Inomhusarena" (pol.: "Kryta Arena Valhalla"). Zwycięski projekt został przedstawiony przez grupę architektów pod przewodnictwem Poula Hultberga, który pracował dla firmy architektonicznej należącej do Nilsa Olssona w Göteborgu. Finansowania areny i innych obiektów proponowanych w wygranym projekcie stało się przedmiotem debaty publicznej i politycznej, przez co plany budowy kompleksu hali odroczono.
W 1962 roku podczas kampanii wyborczej Szwedzka Socjaldemokratyczna Partia Robotnicza obiecała dopilnować budowy nowej areny. Po wygranych wyborach proces wstępnego finansowania i planowania na nowo obiektu został uruchomiony, jednak ze względu na koszty, wykonanie po raz kolejny zostało zawieszone. W 1968 roku powołano państwowy komitet organizacyjny, który wspólnie z władzami miasta Göteborga postanowił zdążyć z otwarciem hali na obchody 350-lecia miasta Göteborg w 1971 roku. Spółka odpowiedzialna za budowę została założona przez szwedzkie gminy oraz prywatnych inwestorów, a autor projektu sprzed ponad dwudziestu lat Poul Hultberg został poproszony o dokonanie drobnych zmian w projekcie. Budowę obiektu rozpoczęto w maju 1969 roku.
Ostatecznie budowa została ukończona w maju 1971 roku. Scandinavium Arena stała się ówcześnie największą krytą areną w Europie Północnej zdolną pomieścić około 14 000 widzów. Koszt budowy wyniósł 31 000 000 koron szwedzkich.

## Wydarzenia
- Mistrzostwa Europy w łyżwiarstwie figurowym – 1972, 1980, 1985
- Konkurs Piosenki Eurowizji – 1985
- Puchar Davisa – 1984, 1987, 1988, 1997
- Mistrzostwa Świata w Pływaniu na krótkim basenie – 1997
- Mistrzostwa świata w hokeju na lodzie mężczyzn – 2002
- Mistrzostwa Europy w Piłce Ręcznej Kobiet – 2006
- Mistrzostwa Świata w Piłce Ręcznej Mężczyzn – 2011
- Halowe mistrzostwa Europy w lekkoatletyce – 1974, 1984, 2013
- Mistrzostwa Świata w unihokeju Mężczyzn - 2014

W Scandinavium odbywały się koncerty wielu znanych artystów. 29 maja 1988, gdy Whitney Houston wystąpiła na scenie hali (w trakcie światowej trasy koncertowej Moment of Truth World Tour), koncert obejrzała rekordowa w Szwecji widownia wynosząca około 14 000 osób. Stadion co roku jest miejscem, w którym odbywa się półfinał festiwalu Melodifestivalen.

## Galeria zdjęć

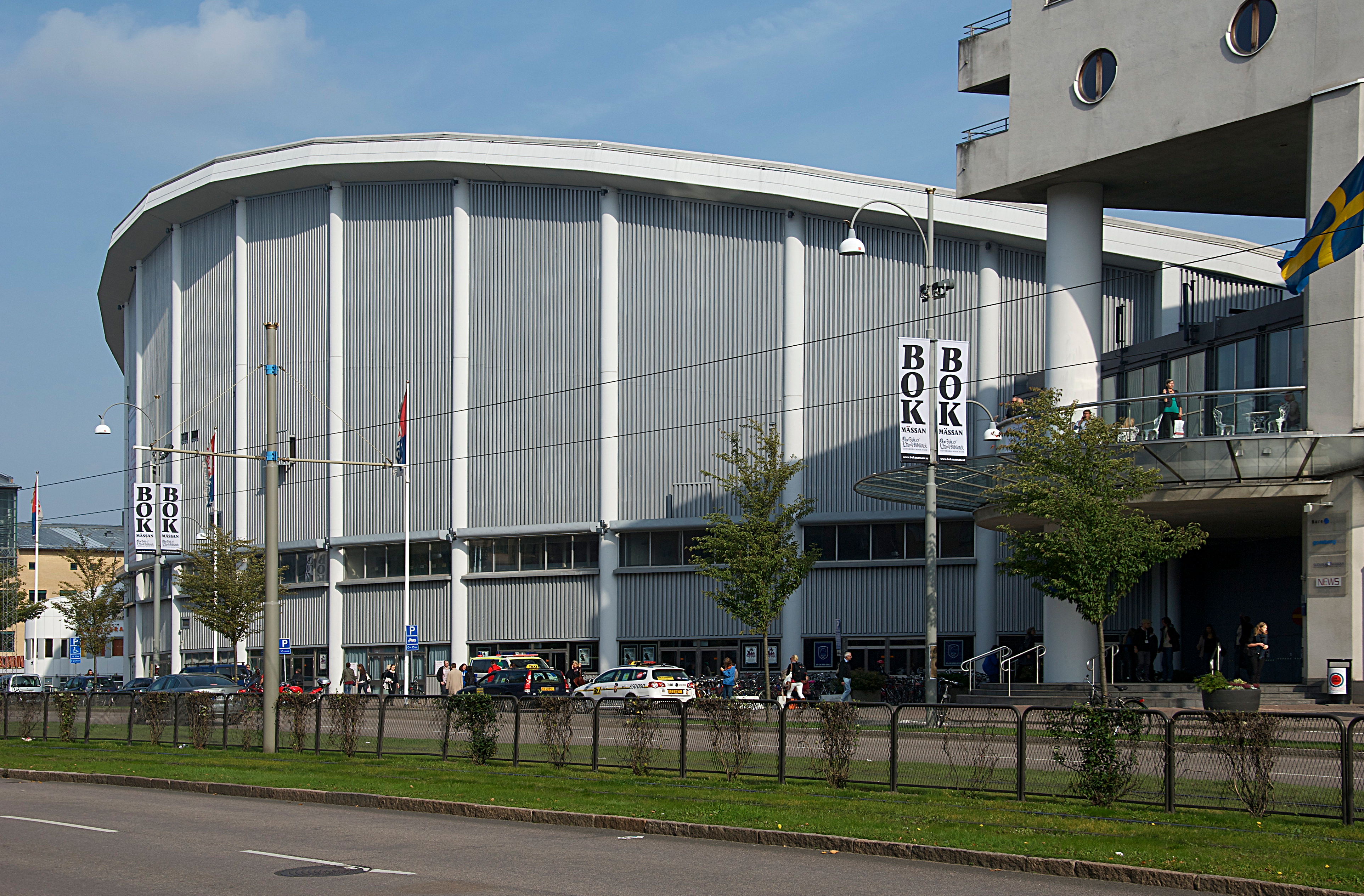
Scandinavium w dzień
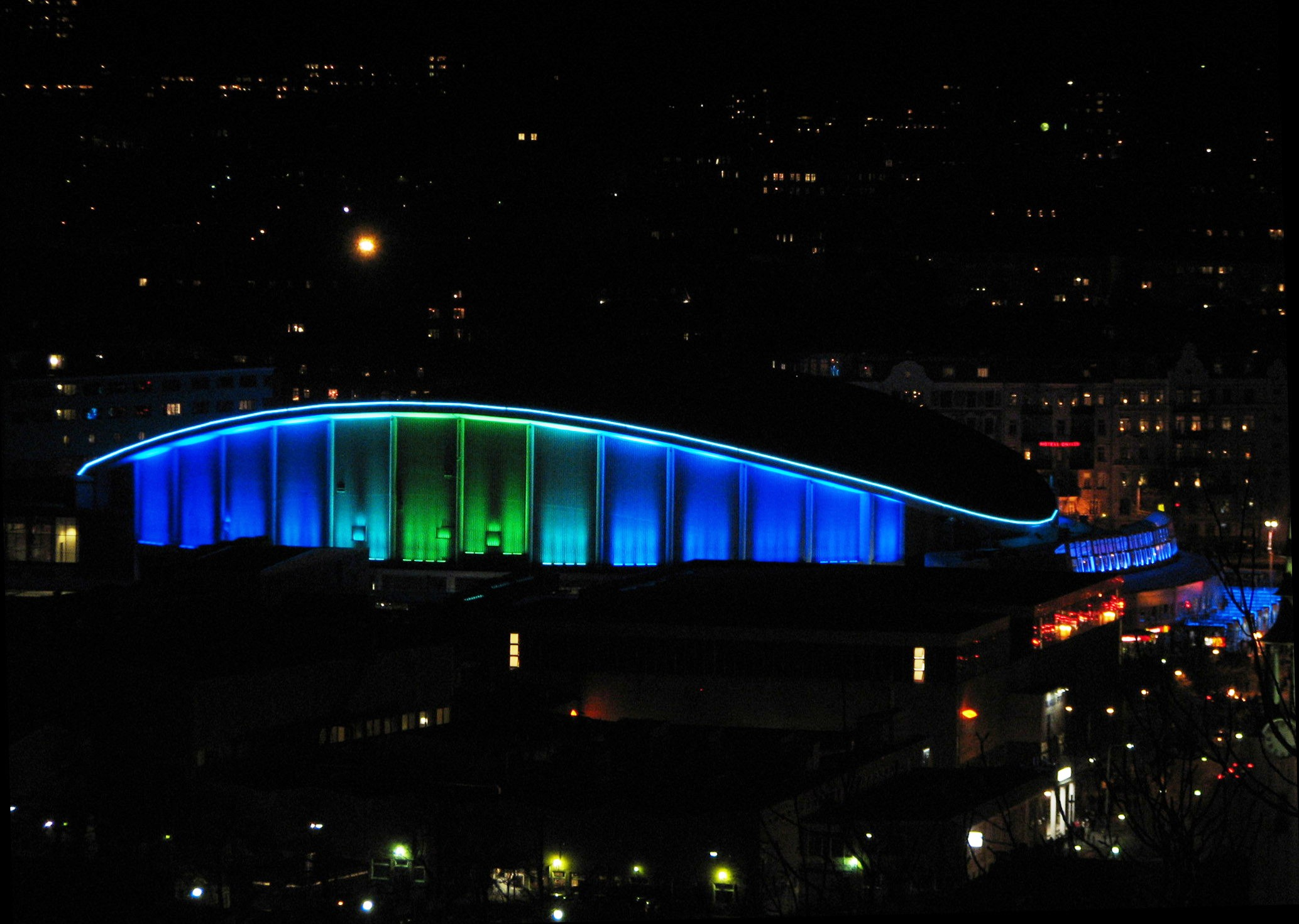
Scandinavium nocą
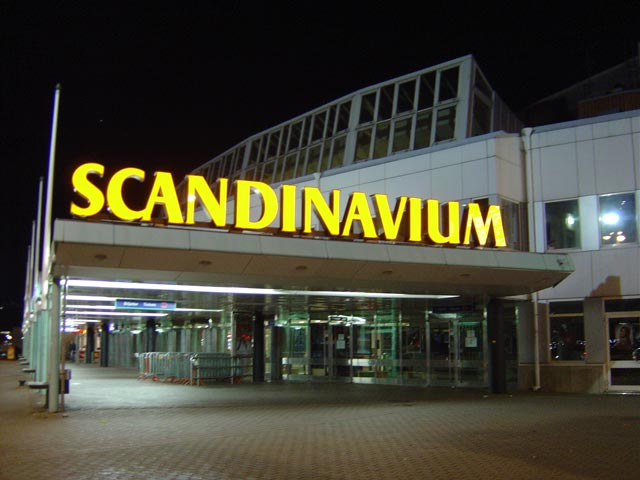
Wejście główne
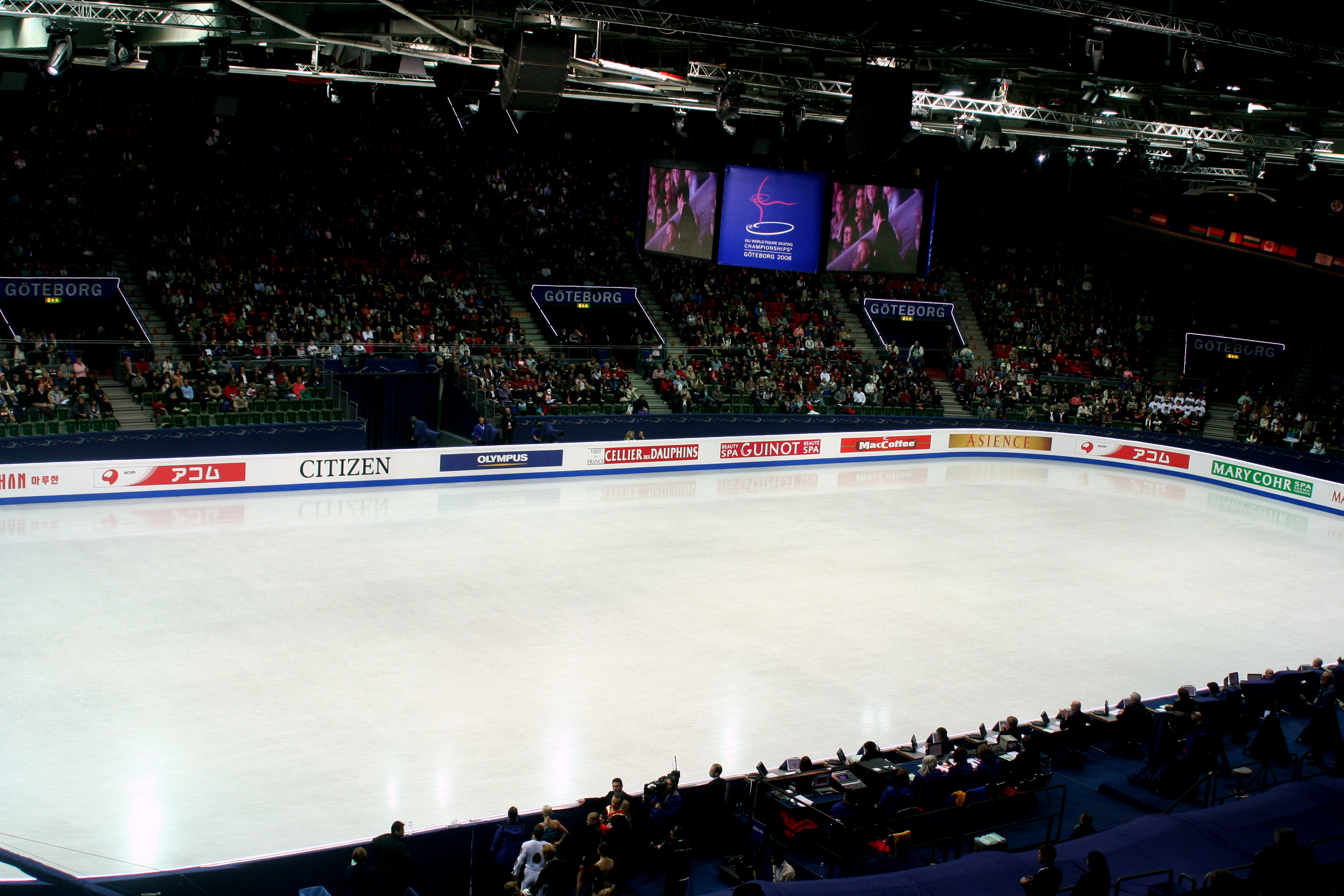
Widok wewnątrz